# 传说的斯塔菲系列
传说的斯塔菲是东星软件开发，任天堂发行的电子游戏系列。这是东星软件唯一持有版权的系列，且和任天堂共持版权。系列首作为2002年的Game Boy Advance游戏《传说的斯塔菲》，之后又发行了四部续作。直到首作发行7年后的2009年，《传说的斯塔菲 对决！黛尔海盗团》在北美以“The Legendary Starfy”名义发行，才标志系列走出日本。2024年7月12日，系列首3作通過任天堂Switch Online＋擴充包在全球發行。

## 作品
游戏
- 传说的斯塔菲（Densetsu no Starfy，2002年，Game Boy Advance）
- 传说的斯塔菲2（Densetsu no Starfy 2，2003年，Game Boy Advance）
- 传说的斯塔菲3（Densetsu no Starfy 3，2004年，Game Boy Advance）
- 传说的斯塔菲4（2006年，任天堂DS）
- 传说的斯塔菲 对决！黛尔海盗团（The Legendary Starfy，2008年/2009年，任天堂DS）

漫画
- 传说的斯塔菲（2003年－2005年，小学馆）
- 传说的斯塔菲R（2008年－，小学馆）